# Umoonasaure
L'Umoonasaurus demoscyllus és un plesiosaure primitiu, un rèptil aquàtic que visqué fa uns 115 milions d'anys en aigües càlides que cobrien parts del que ara és Austràlia. A diferència d'altres romaleosàurids, aquest és un animal relativament petit, mesurant entre dos i tres metres de longitud. Un tret identificatiu de l'Umoonasaurus són les tres crestes que té al crani.